# Willi Münzenberg
Wilhelm «Willi» Münzenberg (14 de agosto de 1889, Erfurt - junio de 1940, Saint-Marcellin, Isère, Francia) fue un activista comunista alemán, primer presidente de la Internacional Comunista de la Juventud en 1919-1920 e iniciador de la Ayuda Internacional de los Trabajadores en 1921. Fue un gran propagandista para el Partido Comunista de Alemania (KPD) durante la República de Weimar, pero luego se desencantaría con el comunismo debido a la Gran Purga de Stalin en la década de 1930, aunque seguiría apoyando a organizaciones comunistas en Europa occidental.

## Biografía

### Primeros años
Willi Münzenberg nació el 14 de agosto en 1889 en Erfurt, Turingia, hijo de un tabernero. Creció en la pobreza. En su juventud se involucró en los sindicatos y en el Partido Socialdemócrata de Alemania (SPD). Tras la división del SPD en 1914 en una mayoría moderada (partido conocido como el SPD Mayoritario, MSPD) y la minoría radical (conocido como SPD Independiente, USPD) sobre el asunto de la Primera Guerra Mundial, Münzenberg se puso del lado de la facción independiente.
Durante la Primera Guerra Mundial, Münzenberg visitó a menudo a Vladímir Lenin en su casa de Zúrich, Suiza. En 1918, Münzenberg fue uno de los miembros fundadores del Partido Comunista de Alemania.
Münzenberg también fue presidente de la Internacional Comunista de la Juventud, siendo el delegado de la misma en el 2.º Congreso Mundial de la Internacional Comunista.

### Carrera política
En 1924, Münzenberg fue elegido para el Reichstag, y sirvió como miembro hasta la prohibición del Partido Comunista de Alemania en 1933. Münzenberg fue uno de los pocos líderes del Partido con orígenes en la clase obrera, un hecho que suponía un inmenso orgullo para Münzenberg.
Durante el periodo de Weimar, Münzenberg ganó la reputación de propagandista brillante. Su primer éxito fue su campaña para recaudar dinero y alimentos para la hambruna rusa de 1921. En 1924 lanzó Arbeiter-Illustrierte-Zeitung, que se convirtió en el periódico socialista ilustrado más leído de Alemania. Por añadidura, Münzenberg trabajó cercanamente con el Comintern para hacer avanzar la causa comunista internacionalmente.
Münzenberg fundó varias organizaciones como la Liga Mundial contra el Imperialismo, el fondo para Ayuda Internacional de los Trabajadores y la Defensa Sindical Internacional para propagar las ideas comunistas. Instruyó a su asistente, agente del Comintern, Otto Katz, para viajar a los Estados Unidos para ganar el apoyo de varias causas prosoviéticas y antinazis (Katz más tarde fundaría la Liga Antinazi de Hollywood con Dorothy Parker). Con la intención de ofuscar los orígenes de sus operaciones, Münzenberg creó numerosas organizaciones para controlar otras suborganizaciones. La inteligencia fascista y occidental generalmente llamaban a este conjunto como el "Grupo Münzenberg". Otras personas reclutadas bajo su influencia serían André Gide, Malraux, Hemingway, Bertolt Brecht o John Dos Passos.
Tras dirigir la comisión del Comintern del caso Sacco y Vanzetti en 1925, Münzenberg se convirtió en jefe de la Liga Contra el Imperialismo, creada en Bruselas en 1927. Su mayor éxito fue el contrajuicio que organizó en Londres en el que culpaba a los nazis del incendio del Reichstag. Durante el contrajuicio, Münzenberg y sus hombres crearon la mayoría de las pruebas que aportaron de que los nazis habían incendiado el Reichstag. En 1933 y 1934, el "Grupo Münzenberg" publicó dos exitosos libros, El libro marrón del Incendio del Reichstag y del Terror de Hitler, y su secuela, Segundo Libro Marrón del incendio del Reichstag. Ambos libros marrones fueron aceptados como auténticos hasta 1960, cuando el periodista Fritz Tobias expuso numerosas incongruencias e información falsa en los libros.[cita requerida]
Münzenberg vivió intermitentemente en París desde 1933 a 1940. Se ha sugerido que en estos años en el exilio, pudo encargarse de reclutar a Kim Philby para trabajar para la Unión Soviética, aunque no hay pruebas claras de esto, El argumento para esta teoría es que Philby fue reclutado a través de una de las organizaciones del "Grupo Münzenberg", la Sociedad Mundial para el Alivio de las Víctimas del Fascismo Alemán, basada en París.

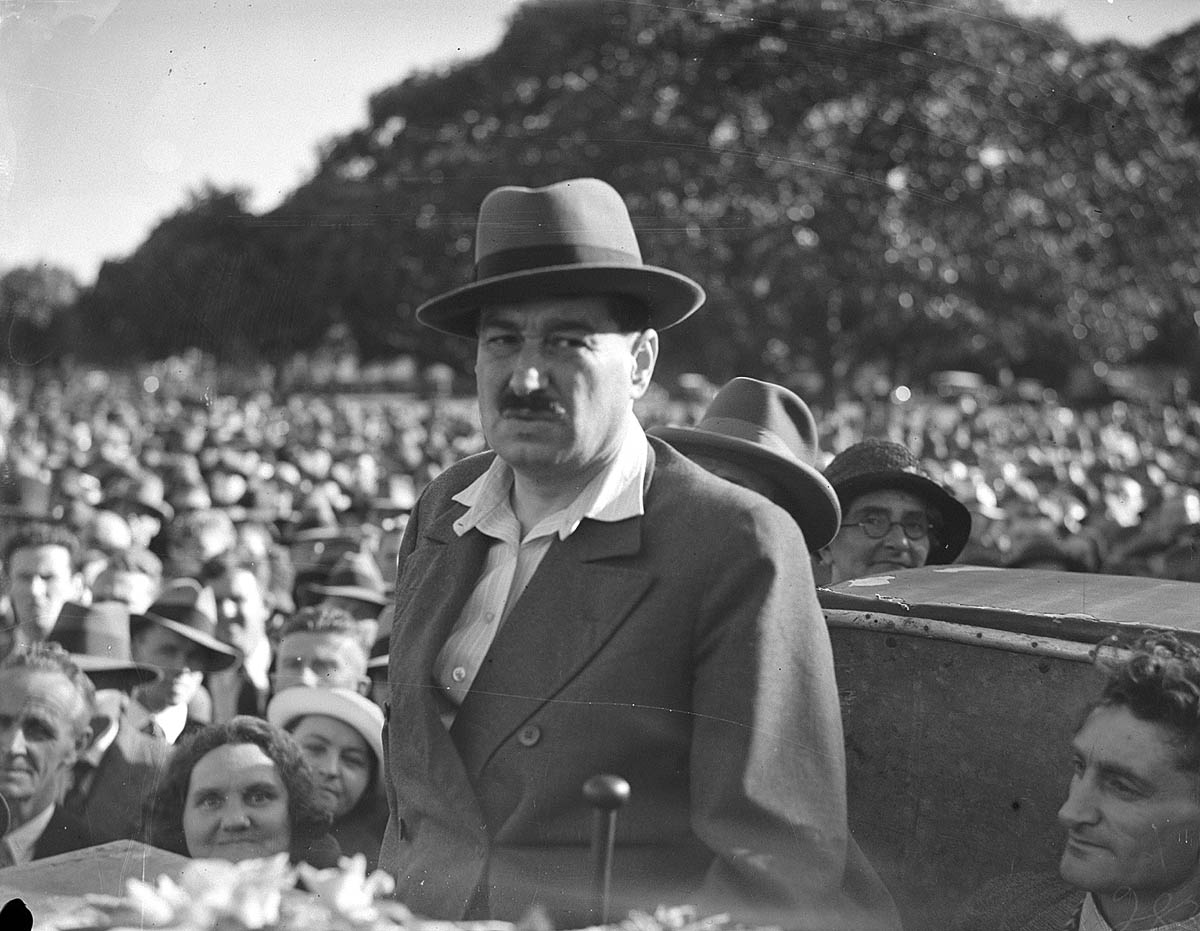
Münzenberg envió al escritor checo Egon Kisch a Australia donde se dirigió a una multitud de en el Domain de Sídney contándole a los australianos su experiencia de primera mano contra los peligros del régimen nazi de Hitler.

Tras la Revolución de Asturias en España y su aplastamiento por el ejército (octubre de 1934) se ocupó de la propaganda en Inglaterra para conseguir la liberación de los condenados por su participación en los disturbios, consiguiendo el apoyo de varios periódicos y políticos británicos. También en 1934, la influencia de Münzenberg alcanzó sus niveles más bajos al enviar el aparato de Comintern al escritor checo Egon Kisch a la Conferencia Australiana del Movimiento contra la Guerra y el Fascismo (una organización del partido comunista australiano). Lo que podría haber sido una visita sin importancia de un desconocido escritor checo, polarizó prontamente la sociedad australiana cuando el gobierno conservador de Joseph Lyons declaró a Kisch "indeseable como habitante de, o visitante a, la Commonwealth" e intentó expulsar a Kisch de Australia. Incapaz de producir cualquier prueba legal de que Kisch era comunista, la demanda del gobierno se derrumbó y Kisch se convirtió en un personaje popular que conferenciaba difundiendo el mensaje de Münzenberg y el Comintern. No obstante, los intentos de formar un Frente Unido contra el fascismo en Australia no tuvieron éxito.

### Últimos años y muerte
Hasta 1936, Münzenberg permaneció leal a Stalin y a los propósitos de la política exterior soviética. Estaba al tanto de las purgas de Stalin, habiendo sido testigo del uso de prisioneros políticos en la construcción del Canal de Moscú, durante la que unos 22.000 prisioneros murieron, y también el cambio de rumbo del partido comunista alemán para servir a la política exterior soviética. Realmente, jamás rompió con Stalin. Urgido a regresar a Moscú por el exiliado compañero en el KPD Walter Ulbricht, Münzenberg se negó a acudir, ya que sospechaba que se le llamaba para ser implicado y liquidado en las mismas purgas que sus organizaciones habían tratado de oscurecer mediante desinformación (Ulbricht también lo sabía, y serviría a Stalin para eliminar a alemanes "desleales" que luchaban en el bando republicano en la guerra civil española. Münzenberg continuó trabajando en favor de las causas antifascistas por toda Europa Occidental, donde colaboró en la organización del reclutamiento y adquisición de armas soviéticas para las Brigadas Internacionales para luchar en el lado republicano en la mencionada guerra en España.
Sin embargo, para 1937 su sentencia estaba firmada. Habiendo sido expulsado del KPD sobre falsos cargos, Münzenberg finalmente se desplazó a la oposición abierta a Stalin. De regreso a París, se convirtió en el líder genuino de los emigrados alemanes antifascistas y antiestalinistas. Su nuevo periódico, Die Zukunft, fue el antecesor intelectual de Encounter y otras publicaciones de la Guerra Fría.
Sus socios profesionales más cercanos, como Karl Radek, Heinz Neumann y otros incontables comunistas alemanes, habían sido asesinados o trabajaban en campos de trabajo soviéticos. Su cuñada, Margarete Buber-Neumann, había sido encarcelada en Karaganda. El NKVD finalmente la entregó a Hitler en 1940, salvándole involuntariamente la vida, ya que tras la relativa seguridad del campo de concentración de Ravensbruck, fue liberada por las tropas angloamericanas antes de que llegaran las soviéticas.
En junio de 1940, Münzenberg escapó de París, donde había estado realizando grabaciones antinazis, huyendo del avance de las tropas alemanas. En el sur de Francia, fue encarcelado por el gobierno de Daladier en el campo para extranjeros de Chambaran, unos 80 km por carretera al sur de Lyon. Fue allí donde conoció a un desconocido prisionero comunista, que entabló amistad con él y que le convenció para escaparse juntos aprovechando el caos de los días del Armisticio. Algunas fuentes creen que era un agente del NKVD de Beria. Münzenberg se mostró de acuerdo, y desapareció con el extraño y uno o dos jóvenes en los primeros días de reclusión. Fueron los últimos que le vieron con vida.
El 21 de octubre de 1940, en el bosque de Caugnet cazadores franceses encontraron el cadáver parcialmente descompuesto de Münzenberg a los pies de un roble, con un trozo de cuerda todavía alrededor de su cuello, a unas doscientas yardas del campo El veredicto del gobierno de Vichy para su muerte, que no incluía interrogatorios a sus amigos en el campo, fue oficialmente que se suicidó. Sin embargo, varios testigos informarían después de que Múnzenberg mantenía el espíritu alegre durante sus días en el campo y en los primeros días de huida, por lo que varios observadores han argumentado que probablemente fuera asesinado por orden de Stalin.

## Para saber más
- Babette Gross, Willi Münzenberg: A Political Biography. Traducido por Marian Jackson. East Lansing: Michigan State University Press, 1974
- Sean McMeekin, The Red Millionaire: A Political Biography of Willi Münzenberg, Moscow's Secret Propaganda Tsar in the West, 1917-1940. New Haven, CT: Yale University Press, 2004.
- Stephen Koch, Double Lives: Stalin, Willi Munzenberg and the Seduction of the Intellectuals. Nueva York: Free Press, 1994.
- Stephen Koch (1997). El fin de la inocencia: Willi Münzenberg y la seducción de los intelectuales. Tusquets Editores. ISBN 978-84-8310-005-9.
- Christopher Andrew and Oleg Gordievsky, KGB: The Inside Story of its Foreign Operations from Lenin to Gorbachev. Londres: Hodder & Stoughton, 1990.
- Fritz Tobias, The Reichstag Fire. Arnold J. Pomerans, trans. Nueva York: Putnam, 1963.
- Boris Volodarsky, The Orlov KGB File: The Most Successful Espionage Deception of All Time. Nueva York: Enigma Books, 2009.
- Arthur Koestler, The Invisible Writing. The Second Volume of an Autobiography: 1932-40. (1954) Londres: Vintage, 2005; pp. 250–259, 381-386.
- Martin Mauthner, German Writers in French Exile, 1933-1940, Londres: Vallentine and Mitchell, 2007; ISBN 978 0 85303 540 4
- Joaquín Arrarás. Historia de la IIRepública española, tomo III.